# Liste der denkmalgeschützten Objekte in Waidhofen an der Thaya
Die Liste der denkmalgeschützten Objekte in Waidhofen an der Thaya enthält die 68 denkmalgeschützten, unbeweglichen Objekte der Stadtgemeinde Waidhofen an der Thaya.

## Denkmäler
| Foto |                 | Denkmal                                                                                      | Standort                                                              | Beschreibung | Metadaten |
| ---- | --------------- | -------------------------------------------------------------------------------------------- | --------------------------------------------------------------------- | --- | --- |
| ja   | Datei hochladen | Ortskapelle Hollenbach HERIS-ID: 23992 Objekt-ID: 20365                                      | gegenüber Hollenbach 25 Standort KG: Hollenbach                       | Die Hollenbacher Ortskapelle, ein zweijochiger Bau von 1762 mit eingezogenem, bogig geschlossenem Chorjoch und einer durch Pilaster und Gebälk einheitlich gegliederten Volutengiebelfassade, ist durch ein verdachtes Rechteckportal mit gedoppelter Holztür und einer Nischenfigur des hl. Florian zugänglich. Sie verfügt über einen Dachreiter mit Faschen und Zwiebelhelm. Der Innenraum hat Stichkappentonnengewölbe, im Schiff über Gurtbögen auf Pilastern ruhend. Zur Ausstattung zählen ein spätbarockes Ölbild Maria Immaculata vom ehemaligen Altar, Schnitzfiguren, die auf die Bauzeit datiert werden (Maria mit Kind, hll. Sebastian und Florian) und ein spätbarockes Bildnis hl. Anna selbdritt. Die Glocke wurde 1724 gegossen. | BDA-Hist.: Q37880799 Status: § 2a Stand der BDA-Liste: 2025-06-30 Name: Ortskapelle Hollenbach GstNr.: 40 |
| ja   | Datei hochladen | Bildstock HERIS-ID: 23994 Objekt-ID: 20367                                                   | vor Hollenbach 41 Standort KG: Hollenbach                             | An der Straße nach Pyhra ruht auf einer viereckigen, oben abgeschrägten Basisplatte ein mit Feldern gegliedertes Postament; darauf eine Sandsteinsäule, die eine Figurengruppe trägt: eine kniende Figur vor einer zweiten über einem Wolkensockel. Diese sind wohl Reste einer Ölberggruppe. Das Denkmal ist bezeichnet mit S. N. 1732. | BDA-Hist.: Q37880813 Status: § 2a Stand der BDA-Liste: 2025-06-30 Name: Bildstock GstNr.: 2149 |
| ja   | Datei hochladen | Sixmühle HERIS-ID: 16604 Objekt-ID: 12869                                                    | Sixmühle 1 Standort KG: Kleineberharts                                | Die Sixmühle ist ein um 1900 aus einem spätmittelalterlichen Freigut hervorgegangener Bau. Unter dem abblätternden Verputz ist Sgraffitodekor des 16. Jahrhunderts sichtbar. | BDA-Hist.: Q37821273 Status: Bescheid Stand der BDA-Liste: 2025-06-30 Name: Sixmühle GstNr.: 441 |
| ja   | Datei hochladen | Ortskapelle Mariae Empfängnis HERIS-ID: 23996 Objekt-ID: 20369                               | gegenüber Matzles 5 Standort KG: Matzles                              | Die Ortskapelle in der Mitte von Matzles ist ein 1781 erbauter, faschen- und gesimsgegliederter Spätbarockbau mit abgeschrägten Ecken und Flachbogenfenstern, geschwungener Überleitung zur Halbkreisapsis und einer Fassade mit Kreisfenster, die von einem Volutengiebel mit einem pyramidenhelmbewehrten Giebelreiter bekrönt wird. Der Innenraum verfügt über ein queroblonges Platzlgewölbe über dem Eingangs- und Apsisbogen, ein umlaufendes Gebälk auf Pilastern und einen Boden aus Granit- und Ziegelplatten. | BDA-Hist.: Q37880832 Status: § 2a Stand der BDA-Liste: 2025-06-30 Name: Ortskapelle Mariae Empfängnis GstNr.: 54                                                                                             |
| ja   | Datei hochladen | Kath. Pfarrkirche hl. Anna HERIS-ID: 23999 Objekt-ID: 20372                                  | neben Puch 1 Standort KG: Puch                                        | Die Pfarrkirche St. Anna, erhöht im Westen über dem Ort am Anstieg einer Geländestufe gelegen, ist von der Mauer des ehemaligen Friedhofs umgeben. Im Osten schließt der Pfarrhof die Geländestufe überbauend an. Die im Kern gotische, barockisierte Saalkirche hat einen seitlich gesetzten Westturm. Vom gotischen Kern sind ein abgetreppter Eckstrebepfeiler und gekehlte Spitzbogenportale im Westen und Norden erhalten. | BDA-Hist.: Q37880848 Status: § 2a Stand der BDA-Liste: 2025-06-30 Name: Kath. Pfarrkirche hl. Anna GstNr.: 1 Pfarrkirche Puch, Waidhofen an der Thaya                                                        |
| ja   | Datei hochladen | Ehem. Friedhof HERIS-ID: 24000 Objekt-ID: 20373                                              | bei Puch 1 Standort KG: Puch                                          | Auf dem ehemaligen Friedhof mit barocker Kapelle ist nordöstliche ein Torpfeiler (Lage) mit zwei Heiligenstatuen aus dem 18. Jahrhundert zu sehen und im Südwesten ein barockes Tor mit geschwungenem Giebel.(Lage) | BDA-Hist.: Q37880866 Status: § 2a Stand der BDA-Liste: 2025-06-30 Name: Ehem. Friedhof GstNr.: 1 |
| ja   | Datei hochladen | Friedhofskapelle HERIS-ID: 24001 Objekt-ID: 20374                                            | Puch 1, in der Nähe Standort KG: Puch                                 | Die ehemalige Friedhofskapelle ist ein übergiebelter Barockbau des 19. Jahrhunderts, innen tonnengewölbt, mit Apsisnische und Pietà. | BDA-Hist.: Q37880879 Status: § 2a Stand der BDA-Liste: 2025-06-30 Name: Friedhofskapelle GstNr.: 1 |
| ja   | Datei hochladen | Ortskapelle Ulrichschlag HERIS-ID: 24004 Objekt-ID: 20377                                    | neben Ulrichschlag 27 Standort KG: Ulrichschlag                       | Die 1772 erbaute und 1842 erneuerte Ortskapelle von Ulrichschlag ist ein ortsteingerahmter, barockisierend durch Faschen gegliederter Bau mit Rundbogenfenstern. Die Fassade ist mit 1842 bezeichnet. Daran sind drei Figurennischen und im geschwungenen Giebel eine Steingruppe mit einem mit 1848 bezeichneten Gnadenbild Maria Dreieichen zu sehen. Der dreigeschoßige, mit 1772 bezeichnete Turm ist durch Gesimse und Ortsteine gegliedert. Er hat rundbogige Schallfenster und einen Zwiebelhelm. Der Innenraum verfügt über eine zweijochige Stichkappentonne über Gurtbögen auf Pilastern und eine Halbkreisapsis im Turm. Der klassizistische Säulenädikulaaltar aus der ersten Hälfte des 19. Jahrhunderts ist mit einem Altarblatt hl. Vitus zwischen Figuren der Heiligen Josef und Florian ausgestattet. Zur weiteren Einrichtung zählen zwei Schnitzfiguren (Anna selbdritt aus der zweiten Hälfte des 18. Jahrhunderts und Antonius von Padua in barockem Stil) sowie Kreuzwegbilder von Franz Mayerhofer aus dem Jahr 1860.                                                                                               | BDA-Hist.: Q37880897 Status: § 2a Stand der BDA-Liste: 2025-06-30 Name: Ortskapelle Ulrichschlag GstNr.: 97                                                                                                  |
| ja   | Datei hochladen | Schloss Vestenötting HERIS-ID: 24006 Objekt-ID: 20379                                        | Vestenötting 1 Standort KG: Vestenötting                              | Schloss Vestenötting, am Westabhang eines Hügels eingebettet und zur Straße und der Deutschen Thaya geöffnet, ist eine zweigeschoßige Dreiflügelanlage mit einem Mittelturm und einem kürzeren und leicht schräg gestellten Wirtschaftsflügel. Der Bau wurde im späten 16. Jahrhundert für Pilgrim von Puchheim errichtet und gehörte ab dem 19. Jahrhundert zur Herrschaft Waidhofen. | BDA-Hist.: Q37880927 Status: Bescheid Stand der BDA-Liste: 2025-06-30 Name: Schloss Vestenötting GstNr.: 13 Schloss Vestenötting                                                                             |
| ja   | Datei hochladen | Kath. Filialkirche hl. Anna, ehem. Schlosskapelle HERIS-ID: 24005 Objekt-ID: 20378           | neben Vestenötting 26 Standort KG: Vestenötting                       | Die Filialkirche hl. Anna, auf der Spitze einer mittelalterlichen Hausberganlage östlich über Ort und Schloss gelegen, ist ein barocker Saalbau des 17. Jahrhunderts mit einem vorgestellten Westturm aus der Zeit um 1765. Im Chorscheitel hat sie einen niedrigen Sakristeianbau. Der Turm ist von einem schindelgedeckten Zwiebelhelm bekrönt. Laut einer Urkunde existierte an dieser Stelle im Jahr 1429 eine Burgkapelle, die unter dem Patrozinium der hll. Petrus und Paulus stand. | BDA-Hist.: Q37880912 Status: Bescheid Stand der BDA-Liste: 2025-06-30 Name: Kath. Filialkirche hl. Anna, ehem. Schlosskapelle GstNr.: 29                                                                     |
| ja   | Datei hochladen | Hauptschule HERIS-ID: 25696 Objekt-ID: 22139                                                 | Bahnhofstraße 19 Standort KG: Waidhofen an der Thaya                  | Der dreigeschoßige, mehrteilige, späthistoristisch-secessionistische Schulbau wurde 1908 errichtet. | BDA-Hist.: Q37895854 Status: § 2a Stand der BDA-Liste: 2025-06-30 Name: Hauptschule GstNr.: 285/1 Hauptschule, Waidhofen a. d. Thaya                                                                         |
| ja   | Datei hochladen | Bürgerhaus HERIS-ID: 25697 Objekt-ID: 22141                                                  | Böhmgasse 2 Standort KG: Waidhofen an der Thaya                       | Das Bürgerhaus in der Böhmgasse 2 hat eine historistische Fassade. | BDA-Hist.: Q37895889 Status: Bescheid Stand der BDA-Liste: 2025-06-30 Name: Bürgerhaus GstNr.: 94 Bürgerhaus Böhmgasse 2, Waidhofen a. d. Thaya                                                              |
| ja   | Datei hochladen | Bürgerhaus HERIS-ID: 25698 Objekt-ID: 22142                                                  | Böhmgasse 3 Standort KG: Waidhofen an der Thaya                       | Das Bürgerhaus in der Böhmgasse 3 hat eine historistische Fassade. | BDA-Hist.: Q37895904 Status: Bescheid Stand der BDA-Liste: 2025-06-30 Name: Bürgerhaus GstNr.: 48 |
| ja   | Datei hochladen | Bürgerhaus HERIS-ID: 25701 Objekt-ID: 22145                                                  | Böhmgasse 10 Standort KG: Waidhofen an der Thaya                      | Das Bürgerhaus in der Böhmgasse 10 hat eine historistische Fassade. | BDA-Hist.: Q37895919 Status: Bescheid Stand der BDA-Liste: 2025-06-30 Name: Bürgerhaus GstNr.: 82 Bürgerhaus Böhmgasse 10, Waidhofen a. d. Thaya                                                             |
| ja   | Datei hochladen | Bürgerhaus HERIS-ID: 25710 Objekt-ID: 22154                                                  | Böhmgasse 26 Standort KG: Waidhofen an der Thaya                      | Das Bürgerhaus in der Böhmgasse 26 hat eine historistische Fassade mit secessionistischen Formen aus der Zeit nach 1909. | BDA-Hist.: Q37895941 Status: Bescheid Stand der BDA-Liste: 2025-06-30 Name: Bürgerhaus GstNr.: 56 Bürgerhaus Böhmgasse 26, Waidhofen an der Thaya                                                            |
| ja   | Datei hochladen | Teil der Stadtmauer HERIS-ID: 35223 Objekt-ID: 33881                                         | Böhmgasse 26 Standort KG: Waidhofen an der Thaya                      | Teil der mittelalterlichen Stadtbefestigung. | BDA-Hist.: Q37962188 Status: Bescheid Stand der BDA-Liste: 2025-06-30 Name: Teil der Stadtmauer GstNr.: 59/6 City wall of Waidhofen a. d. Thaya                                                              |
| ja   | Datei hochladen | Zwingermauer HERIS-ID: 35224 Objekt-ID: 33882                                                | Böhmgasse 28 Standort KG: Waidhofen an der Thaya                      | Teil der mittelalterlichen Stadtbefestigung. | BDA-Hist.: Q37962205 Status: Bescheid Stand der BDA-Liste: 2025-06-30 Name: Zwingermauer GstNr.: 60/2 City wall of Waidhofen a. d. Thaya                                                                     |
| ja   | Datei hochladen | Rathaus HERIS-ID: 25715 Objekt-ID: 22159                                                     | Hauptplatz 1 Standort KG: Waidhofen an der Thaya                      | Das Rathaus inmitten des Hauptplatzes wurde im späten 16./frühen 17. Jahrhundert erbaut und war zeitweise als Schüttkasten in Verwendung. Es ist ein mächtiger, rechteckiger, dreigeschoßiger Bau der Spätrenaissance mit Staffelgiebeln an der schmalen Seite. Im späten 19. Jahrhundert erfolgte die Rustizierung der Rundbogenfenster und der Ortsteinrahmung. 1722 erhielt es ein Firsttürmchen mit Faschengliederung und geschwungenem Spitzhelm. An der Westseite ist eine Freitreppe zu sehen. An den Längsseiten gibt es ebenerdige Anbauten, wobei der südliche 1952/1953 stark erneuert wurde. Am Gebäude ist seit 1881 eine Tafel zum Gedenken an Joseph II. angebracht. Die Innenräume haben zum Teil Gratnetz- und Kreuzgratgewölbe. Außerdem befindet sich darin ein mit 1601 bezeichneter Türstock. | BDA-Hist.: Q37895972 Status: § 2a Stand der BDA-Liste: 2025-06-30 Name: Rathaus GstNr.: 185 Rathaus, Waidhofen a. d. Thaya                                                                                   |
| ja   | Datei hochladen | Bürgerhaus, Apothekerhaus HERIS-ID: 25716 Objekt-ID: 22160                                   | Hauptplatz 2 Standort KG: Waidhofen an der Thaya                      | Die beiden Häuser an der östlichen Spitze des Hauptplatzes wurden 1925 durch einen gemeinsamen Aufsatz zu einem dreigeschoßigen Doppelhaus vereinigt. An der Südseite sind im zweiten Geschoß profilierte Fenstergewände aus dem zweiten Drittel des 16. Jahrhunderts zu sehen. Die Fassade an der Platzseite zeigt Rundgiebelaufsätze mit Muscheln und Ornamenten sowie ein geschwungen abgeschlossenes, spätbarockes Portal. Die Gestaltung der nördlichen Fassade stammt aus dem zweiten Viertel des 18. Jahrhunderts mit Ergänzungen aus der zweiten Hälfte des 19. Jahrhunderts. Sie weist reiche Fensterverdachungen auf und hat platzseitig ein pilastergerahmtes Spätbarockportal mit geschwungenem Gebälk. | BDA-Hist.: Q37896002 Status: Bescheid Stand der BDA-Liste: 2025-06-30 Name: Bürgerhaus, Apothekerhaus GstNr.: 163                                                                                            |
| ja   | Datei hochladen | Bürgerhaus HERIS-ID: 25717 Objekt-ID: 22161                                                  | Hauptplatz 3 Standort KG: Waidhofen an der Thaya                      | | BDA-Hist.: Q37896018 Status: Bescheid Stand der BDA-Liste: 2025-06-30 Name: Bürgerhaus GstNr.: 172 |
| ja   | Datei hochladen | Bürgerhaus HERIS-ID: 25718 Objekt-ID: 22162                                                  | Hauptplatz 4 Standort KG: Waidhofen an der Thaya                      | | BDA-Hist.: Q37896030 Status: Bescheid Stand der BDA-Liste: 2025-06-30 Name: Bürgerhaus GstNr.: 173 |
| ja   | Datei hochladen | Bürgerhaus HERIS-ID: 25719 Objekt-ID: 22163seit 2013                                         | Hauptplatz 6 Standort KG: Waidhofen an der Thaya                      | | BDA-Hist.: Q37896045 Status: Bescheid Stand der BDA-Liste: 2025-06-30 Name: Bürgerhaus GstNr.: 177 |
| ja   | Datei hochladen | Bürgerhaus HERIS-ID: 25720 Objekt-ID: 22164                                                  | Hauptplatz 7 Standort KG: Waidhofen an der Thaya                      | Das Bürgerhaus am Hauptplatz 7 hat eine historistische Fassade. | BDA-Hist.: Q37896059 Status: Bescheid Stand der BDA-Liste: 2025-06-30 Name: Bürgerhaus GstNr.: 180 |
| ja   | Datei hochladen | Ehem. Bezirksgericht HERIS-ID: 25377 Objekt-ID: 21804                                        | Hauptplatz 9 Standort KG: Waidhofen an der Thaya                      | Der zweigeschoßige Barockbau wurde von 1753 bis 1820 als Webereifabrik genutzt, später als Amtsgebäude des Bezirksgerichts. Das genutete Erdgeschoß ist gekennzeichnet durch barocke Kragsturzfensterrahmungen, ein pilastergerahmtes Portal mit geschwungenem Volutengiebel und bekrönender Wappenkartusche sowie einen über dem Portal vorschwingenden Balkon. | BDA-Hist.: Q37893068 Status: Bescheid Stand der BDA-Liste: 2025-06-30 Name: Ehem. Bezirksgericht GstNr.: 184/1 Ehemaliges Bezirksgericht, Waidhofen a.d. Thaya                                               |
| ja   | Datei hochladen | Bürgerhaus HERIS-ID: 25723 Objekt-ID: 22167                                                  | Hauptplatz 11 Standort KG: Waidhofen an der Thaya                     | Die Fassade und das dritte Geschoß dieses Bürgerhauses wurden nach 1873 geschaffen. Vom Baukern aus der ersten Hälfte des 16. Jahrhunderts zeugen ein bemerkenswertes Zellengewölbe und ein zweijochiges Sterngratgewölbe im zweiten Geschoß sowie eine Wendeltreppe. Im Vorderteil des zweiten Geschoßes sind zwei spätbarocke, geschwungene Stuckspiegel vorhanden. | BDA-Hist.: Q37896072 Status: Bescheid Stand der BDA-Liste: 2025-06-30 Name: Bürgerhaus GstNr.: 189/1 |
| ja   | Datei hochladen | Pest-/Dreifaltigkeitssäule HERIS-ID: 25714 Objekt-ID: 22158                                  | vor Hauptplatz 13-14 Standort KG: Waidhofen an der Thaya              | Die von Balustraden umfriedete Dreifaltigkeitssäule an der südwestlichen Ecke des Hauptplatzes wurde errichtet in den Jahren 1705 bis 1709 und 1959 renoviert. An den Ecken stehen Figuren der Heiligen Maria und Josef sowie Johannes des Täufers und Johannes Nepomuks. Am zweigeschoßigen Sockelbock ist ein Mariahilf-Relief sowie Reliefs der Pestheiligen Rochus, Rosalia und Sebastian zwischen Eckpfeilern angebracht. Als Eckbekrönung dienen kartuschenhaltende Engelfiguren, bezeichnet mit 1709 bzw. 1959. Die Säulenspitze wird von einer Gottvaterpietà bekrönt. | BDA-Hist.: Q37895959 Status: § 2a Stand der BDA-Liste: 2025-06-30 Name: Pest-/Dreifaltigkeitssäule GstNr.: 1434/1 Dreifaltigkeitssäule Waidhofen an der Thaya                                                |
| ja   | Datei hochladen | Bürgerhaus HERIS-ID: 25725 Objekt-ID: 22169                                                  | Hauptplatz 15 Standort KG: Waidhofen an der Thaya                     | | BDA-Hist.: Q37896085 Status: Bescheid Stand der BDA-Liste: 2025-06-30 Name: Bürgerhaus GstNr.: 36 |
| ja   | Datei hochladen | Bürgerhaus HERIS-ID: 4876 Objekt-ID: 734                                                     | Hauptplatz 18 Standort KG: Waidhofen an der Thaya                     | Inschrift an der Fassade: „An diesem Ort solle vor etlich hundert Jahren eine rechte Wildnus und Waldung gewesen sein, allwo hernach die Herzoge von Oesterreich zur Ergoetzung des Waydtwerchs einen Waydhoff erbauen und ein Hirschengeweih anbringen ließen. An Stelle jenes Jagdhofes stehe jetzt dieses Haus mit dem Hirschengeweih.“ | BDA-Hist.: Q38093943 Status: Bescheid Stand der BDA-Liste: 2025-06-30 Name: Bürgerhaus GstNr.: 42 Bürgerhaus Hauptplatz 18, Waidhofen an der Thaya                                                           |
| ja   | Datei hochladen | Bürgerhaus HERIS-ID: 4879 Objekt-ID: 737                                                     | Hauptplatz 21 Standort KG: Waidhofen an der Thaya                     | Das Bürgerhaus am Hauptplatz 21 hat eine historistische Fassade. | BDA-Hist.: Q38095214 Status: Bescheid Stand der BDA-Liste: 2025-06-30 Name: Bürgerhaus GstNr.: 97 |
| ja   | Datei hochladen | Bürgerhaus HERIS-ID: 4880 Objekt-ID: 738                                                     | Hauptplatz 23 Standort KG: Waidhofen an der Thaya                     | Das Obergeschoß zeigt Fensterrahmungen mit Dreieck- und Segmentgiebeln, die stilistisch der zweiten Hälfte des 17. Jahrhunderts zugeordnet werden. | BDA-Hist.: Q38095755 Status: Bescheid Stand der BDA-Liste: 2025-06-30 Name: Bürgerhaus GstNr.: 117 Bürgerhaus Hauptplatz 23, Waidhofen a.d. Thaya                                                            |
| ja   | Datei hochladen | Stadthotel samt Stadtmauerabschnitt, ehem. Hotel Eder HERIS-ID: 4882 Objekt-ID: 740seit 2017 | Hauptplatz 25 Standort KG: Waidhofen an der Thaya                     | Das Hotel Eder wurde nach 1999 abgerissen und durch einen Neubau ersetzt. Erhalten blieben jedoch die denkmalgeschützte Fassade mit dem Torbogen sowie eine Steinstiege ins erste Obergeschoß. | BDA-Hist.: Q38096326 Status: Bescheid Stand der BDA-Liste: 2025-06-30 Name: Stadthotel samt Stadtmauerabschnitt, ehem. Hotel Eder GstNr.: 117, 110                                                           |
| ja   | Datei hochladen | Bürgerhaus, Sgraffitohaus HERIS-ID: 4883 Objekt-ID: 741                                      | Hauptplatz 23-26 Standort KG: Waidhofen an der Thaya                  | Im ersten Obergeschoß sind Fenstergewände und eine erneuerte Sgraffitodekoration aus dem zweiten Drittel des 16. Jahrhunderts zu sehen. Die Gestaltung im zweiten Obergeschoß datiert aus der Zeit nach 1873. | BDA-Hist.: Q38096848 Status: Bescheid Stand der BDA-Liste: 2025-06-30 Name: Bürgerhaus, Sgraffitohaus GstNr.: 117 Bürgerhaus Hauptplatz 26, Waidhofen a. d. Thaya                                            |
| ja   | Datei hochladen | Stadtmauer HERIS-ID: 21058 Objekt-ID: 17372                                                  | Hauptplatz 23-26 Standort KG: Waidhofen an der Thaya                  | Teil der mittelalterlichen Stadtbefestigung. | BDA-Hist.: Q37858335 Status: Bescheid Stand der BDA-Liste: 2025-06-30 Name: Stadtmauer GstNr.: 117 City wall of Waidhofen a. d. Thaya                                                                        |
| ja   | Datei hochladen | Stadtmauer und Pulverturm HERIS-ID: 29052 Objekt-ID: 25675                                   | bei Hauptplatz 23-26 Standort KG: Waidhofen an der Thaya              | Teil der mittelalterlichen Stadtbefestigung. | BDA-Hist.: Q37923335 Status: Bescheid Stand der BDA-Liste: 2025-06-30 Name: Stadtmauer und Pulverturm GstNr.: 110, 143/1, 143/2 City wall of Waidhofen a. d. Thaya                                           |
| ja   | Datei hochladen | Bürgerhaus HERIS-ID: 4886 Objekt-ID: 744                                                     | Hauptplatz 28-29 Standort KG: Waidhofen an der Thaya                  | Am Hauptplatz 29 gibt es ehemalige Fleischbänke von 1573, die über Lauben in den Platz einspringen. | BDA-Hist.: Q38097872 Status: Bescheid Stand der BDA-Liste: 2025-06-30 Name: Bürgerhaus GstNr.: 122 |
| ja   | Datei hochladen | Bürgerhaus HERIS-ID: 4889 Objekt-ID: 747                                                     | Höberthgasse 2 Standort KG: Waidhofen an der Thaya                    | | BDA-Hist.: Q38099020 Status: Bescheid Stand der BDA-Liste: 2025-06-30 Name: Bürgerhaus GstNr.: 171 |
| ja   | Datei hochladen | Stadtmauer HERIS-ID: 22588 Objekt-ID: 18921                                                  | Höberthgasse 6 Standort KG: Waidhofen an der Thaya                    | Teil der mittelalterlichen Stadtbefestigung. Anmerkung: einzelne Standorte: GstNr. 59/1, GstNr. 59/4, GstNr. 59/5, GstNr. 142, GstNr. 203/1,GstNr. 203/2, GstNr. 203/6, GstNr. 226/1, GstNr. 226/2, GstNr. 244 | BDA-Hist.: Q37870923 Status: § 2a Stand der BDA-Liste: 2025-06-30 Name: Stadtmauer GstNr.: 59/1, 59/4, 59/5, 142, 203/1, 203/2, 203/6, 226/1, 226/2, 244 City wall of Waidhofen a. d. Thaya                  |
| ja   | Datei hochladen | Heimatmuseum HERIS-ID: 4893 Objekt-ID: 751                                                   | Moritz Schadekgasse 4 Standort KG: Waidhofen an der Thaya             | Das traufständige Haus mit historistischer Fassade beherbergt seit 1977 das Heimatmuseum von Waidhofen. | BDA-Hist.: Q38100173 Status: § 2a Stand der BDA-Liste: 2025-06-30 Name: Heimatmuseum GstNr.: 261 Stadtmuseum, Waidhofen a.d. Thaya                                                                           |
| ja   | Datei hochladen | Flur-/Wegkapelle Auferstehung Christi, sog. Zwiebelkapelle HERIS-ID: 25958 Objekt-ID: 22410  | bei Moritz Schadekgasse 26 Standort KG: Waidhofen an der Thaya        | Die Kapelle Auferstehung Christi, erbaut in der zweiten Hälfte des 17. Jahrhunderts und 1951 renoviert, liegt am Rande des Friedhofs. Sie hat einen quadratischen Grundriss, ein zwischen seitlichen Bildnischen gelegenes Rundbogentor, ein auf die Zeit um 1728/1730 datiertes schmiedeeisernes Abschlussgitter und einen mächtigen, mit Schindeln gedeckten Zwiebelhelm. Der Innenraum zeigt ein Kreuzgratgewölbe auf Pilastern sowie ein volkstümlich barockes Bild der Auferstehung Jesu Christi. | BDA-Hist.: Q37897801 Status: § 2a Stand der BDA-Liste: 2025-06-30 Name: Flur-/Wegkapelle Auferstehung Christi, sog. Zwiebelkapelle GstNr.: 1446 Zwiebelkapelle, Waidhofen a. d. Thaya                        |
| ja   | Datei hochladen | Bürgerhaus, ehem. Gartengebäude HERIS-ID: 4894 Objekt-ID: 752                                | Moritz Schadekgasse 29 Standort KG: Waidhofen an der Thaya            | Das heutige Bürgerhaus und frühere Gartengebäude ist ein zweigeschoßiges Stöckl aus dem 18. Jahrhundert, das auf ehemaligen Gartengründen vor der Südwestecke der Stadtmauer liegt. Das Bauwerk hat eine Fassade mit Putzgliederung und ein barockes Mansardenwalmdach. | BDA-Hist.: Q38100702 Status: Bescheid Stand der BDA-Liste: 2025-06-30 Name: Bürgerhaus, ehem. Gartengebäude GstNr.: 228/2                                                                                    |
| ja   | Datei hochladen | Jüdischer Friedhof HERIS-ID: 99059 Objekt-ID: 115077                                         | Moritz Schadekgasse 49 Standort KG: Waidhofen an der Thaya            | Der gegen Ende des 19. Jahrhunderts angelegte Judenfriedhof verfügt über 171 Gräber auf einer Fläche von 1.203 m². Er wird von der Stadtgemeinde Waidhofen gepflegt. | BDA-Hist.: Q37773363 Status: § 2a Stand der BDA-Liste: 2025-06-30 Name: Jüdischer Friedhof GstNr.: 1231/1 Jüdischer Friedhof Waidhofen an der Thaya                                                          |
| ja   | Datei hochladen | Friedhofskapelle HERIS-ID: 25955 Objekt-ID: 22407                                            | gegenüber Moritz Schadekgasse 49 Standort KG: Waidhofen an der Thaya  | Die Friedhofskapelle ist ein neugotischer Bau von 1881 mit Fünfachtelschluss und vorgestelltem Fassadenturm, dessen Fassade durch eine einheitliche Gliederung mit Mauerpfeilern und bekrönten Spitzbogenfenstern zusammengefasst ist. Der obere Teil des Turms ist oktogonal und wird von einem Giebelspitzhelm bekrönt. Der Innenraum ist zweigeteilt. Im Hauptjoch sind ein Sterngratgewölbe und eine neugotische Wimpergretabel mit einem Bild der Auferstehung von Franz Mayerhofer zu sehen. Die Gruft der Freiherren von Gudenus hat eine späthistoristische Ädikula von 1892. | BDA-Hist.: Q37897774 Status: § 2a Stand der BDA-Liste: 2025-06-30 Name: Friedhofskapelle GstNr.: 1232 Friedhofskapelle Waidhofen an der Thaya                                                                |
| ja   | Datei hochladen | Schule HERIS-ID: 4897 Objekt-ID: 755                                                         | Niederleuthnerstraße 10 Standort KG: Waidhofen an der Thaya           | Die ehemalige Schule ist ein aufwendiger, dreigeschoßiger Bau mit historistischer Fassade, der 1872 aufgestockt und erweitert wurde. | BDA-Hist.: Q38101575 Status: § 2a Stand der BDA-Liste: 2025-06-30 Name: Schule GstNr.: 2 Ehemalige Schule, Niederleuthnerstraße 10, Waidhofen a. d. Thaya                                                    |
| ja   | Datei hochladen | Kath. Pfarrkirche Mariae Himmelfahrt HERIS-ID: 22589 Objekt-ID: 18922                        | neben Niederleuthnerstraße 10 Standort KG: Waidhofen an der Thaya     | Die barocke Saalkirche wurde im 18. Jahrhundert an Stelle eines gotischen Baus errichtet. Der Außenbau hat eine einheitlich schlichte Gliederung. Die Wandfelder sind durch Pilasterrücklagen mit umlaufenden Gebälken ausgebildet. Die Fassade gegenüber der Stadtmauer zeigt ein architraviertes Rechteckportal. In Sichtlöchern sind Steine des gotischen Vorgängerbaus mit Steinmetzzeichen erhalten. Das dreijochige Langhaus und der zweijochige Rechteckchor sind mit hoch angesetzten, gefaschten Rundbogenfenstern ausgestattet. Der dreigeschoßige Ostturm wurde 1713–1715 erbaut und ist von einem Pyramidenhelm des Jahres 1874 bekrönt. | BDA-Hist.: Q1237264 Status: § 2a Stand der BDA-Liste: 2025-06-30 Name: Kath. Pfarrkirche Mariae Himmelfahrt GstNr.: 1 Pfarrkirche Waidhofen an der Thaya                                                     |
| ja   | Datei hochladen | Stadtmauer, Zwinger, Zwingermauer HERIS-ID: 32774 Objekt-ID: 29942                           | Niederleuthnerstraße 11 Standort KG: Waidhofen an der Thaya           | Teil der mittelalterlichen Stadtbefestigung. | BDA-Hist.: Q37949223 Status: Bescheid Stand der BDA-Liste: 2025-06-30 Name: Stadtmauer, Zwinger, Zwingermauer GstNr.: 207 City wall of Waidhofen a. d. Thaya                                                 |
| ja   | Datei hochladen | Ehem. Finanzamt und Gendarmeriegebäude HERIS-ID: 4898 Objekt-ID: 756seit 2013                | Niederleuthnerstraße 12 Standort KG: Waidhofen an der Thaya           | | BDA-Hist.: Q38101833 Status: Bescheid Stand der BDA-Liste: 2025-06-30 Name: Ehem. Finanzamt und Gendarmeriegebäude GstNr.: 230                                                                               |
| ja   | Datei hochladen | Wohn- und Geschäftshaus HERIS-ID: 25932 Objekt-ID: 22383                                     | Niederleuthnerstraße 17 Standort KG: Waidhofen an der Thaya           | Das mit 1737 bezeichnete Wohn- und Geschäftshaus ist ein zweigeschoßiger Bau mit Giebelfassade, Bäckerhauszeichen und spätbarocker Gliederung. | BDA-Hist.: Q37897495 Status: Bescheid Stand der BDA-Liste: 2025-06-30 Name: Wohn- und Geschäftshaus GstNr.: 212, 213                                                                                         |
| ja   | Datei hochladen | Teil der Stadtmauer HERIS-ID: 35225 Objekt-ID: 33887                                         | Niederleuthnerstraße 27 Standort KG: Waidhofen an der Thaya           | Teil der mittelalterlichen Stadtbefestigung. | BDA-Hist.: Q37962220 Status: Bescheid Stand der BDA-Liste: 2025-06-30 Name: Teil der Stadtmauer GstNr.: 224/1 City wall of Waidhofen a. d. Thaya                                                             |
| ja   | Datei hochladen | Postgebäude HERIS-ID: 25934 Objekt-ID: 22385seit 2014                                        | Niederleuthnerstraße 29 Standort KG: Waidhofen an der Thaya           | | BDA-Hist.: Q37897508 Status: Bescheid Stand der BDA-Liste: 2025-06-30 Name: Postgebäude GstNr.: 264/1 |
| ja   | Datei hochladen | Bauernhaus HERIS-ID: 25936 Objekt-ID: 22387                                                  | Pfarrgasse 2 Standort KG: Waidhofen an der Thaya                      | Das Bauernhaus in der Pfarrgasse 2 ist ein Streckhof mit barocker, in Putz gegliederter Giebelfassade. | BDA-Hist.: Q37897523 Status: Bescheid Stand der BDA-Liste: 2025-06-30 Name: Bauernhaus GstNr.: 17 |
| ja   | Datei hochladen | Bauernhaus HERIS-ID: 25937 Objekt-ID: 22388                                                  | Pfarrgasse 4 Standort KG: Waidhofen an der Thaya                      | Das Bauernhaus in der Pfarrgasse 4 ist ein Streckhof mit barocker, in Putz gegliederter Giebelfassade. | BDA-Hist.: Q37897537 Status: Bescheid Stand der BDA-Liste: 2025-06-30 Name: Bauernhaus GstNr.: 18 |
| ja   | Datei hochladen | Bauernhaus HERIS-ID: 25938 Objekt-ID: 22389                                                  | Pfarrgasse 6 Standort KG: Waidhofen an der Thaya                      | Das Bauernhaus in der Pfarrgasse 6 ist ein Streckhof mit spätbarocker, in Putz gegliederter, aufwendiger Giebelfassade aus der zweiten Hälfte des 18. Jahrhunderts. | BDA-Hist.: Q37897551 Status: Bescheid Stand der BDA-Liste: 2025-06-30 Name: Bauernhaus GstNr.: 19/1 |
| ja   | Datei hochladen | Wohnhaus HERIS-ID: 25939 Objekt-ID: 22390                                                    | Pfarrhofplatz 1 Standort KG: Waidhofen an der Thaya                   | | BDA-Hist.: Q37897578 Status: § 2a Stand der BDA-Liste: 2025-06-30 Name: Wohnhaus GstNr.: 5/1 |
| ja   | Datei hochladen | Wohnhaus, ehem. Brauhaus HERIS-ID: 25940 Objekt-ID: 22391                                    | Rudolf Reißmüller-Straße 2 Standort KG: Waidhofen an der Thaya        | Das ehemalige herrschaftliche Brauhaus, nach Erwerb der vollen Brauereigerechtigkeit 1606 im frühen 17. Jahrhundert erbaut, wurde später als Gutshof und ab 1827 als Fabrik genutzt. Ein langgestreckter, zweigeschoßiger Trakt liegt entlang der Deutschen Thaya. Die Ecken und der obere Abschluss werden von Ortsteinen gebildet. Der Bau verfügt über ein Ziegelsatteldach und hat straßenseitig einen erhöhten Rundturm mit Kegeldach. Die Räume im Erdgeschoß sind kreuzgratgewölbt. | BDA-Hist.: Q37897590 Status: Bescheid Stand der BDA-Liste: 2025-06-30 Name: Wohnhaus, ehem. Brauhaus GstNr.: 1314/1                                                                                          |
| ja   | Datei hochladen | Schloss Waidhofen HERIS-ID: 25941 Objekt-ID: 22392                                           | Schloßgasse 1 Standort KG: Waidhofen an der Thaya                     | Das Schloss Waidhofen ist ein spätbarocker vierflügeliger Bau mit nördlich anschließendem Schlosspark. Den Kern bilden Teile der mittelalterlichen Burg, die als Abschluss und Verstärkung der Stadtbefestigung an der Ostspitze der dreieckförmigen Burgstadt über der Thayasenke erhöht angelegt wurde. Die erste urkundliche Erwähnung verweist auf das Jahr 1171. Im zweiten und dritten Viertel des 16. Jahrhunderts erfolgten weitgehende Umbauten, ebenso im Jahr 1770 nach Plänen des Baumeisters Andreas Zach. Die Form der stark vereinheitlichten, zweigeschoßigen und ziegelgedeckten Rechteckanlage ist durch das Untergeschoß und eine leichte Biegung der Südfront an das Gelände angeglichen. Das genutete Erdgeschoß hat gefasten Fenstern. Im Obergeschoß sind die Fensterachsen durch Felder und Kragstürze betont und es ist ein umlaufendes Gesims zu sehen. Das Schloss ist im Süden durch ein Segmentbogenportal in einem Portalblock mit Trittsteinen zugänglich. In der Durchfahrt befindet sich ein Wappenstein der Sprinzensteins von 1659. Im Nordosten ist der untere Teil eines ehemaligen Turms einbezogen. | BDA-Hist.: Q37897605 Status: Bescheid Stand der BDA-Liste: 2025-06-30 Name: Schloss Waidhofen GstNr.: 156/1 Schloss Waidhofen an der Thaya                                                                   |
| ja   | Datei hochladen | Pestkreuz HERIS-ID: 23984 Objekt-ID: 20357                                                   | Schubertweg 14, in der Nähe Standort KG: Waidhofen an der Thaya       | Auf dem Kalvarienberg wurde in der Nähe eines Pestfriedhofs im Jahre 1787 von der Waidhofener Bürgerschaft ein steinernes Pestkreuz errichtet. | BDA-Hist.: Q37880748 Status: § 2a Stand der BDA-Liste: 2025-06-30 Name: Pestkreuz GstNr.: 1445, 319/1 |
| ja   | Datei hochladen | Kaiser Franz Joseph-Denkmal HERIS-ID: 25952 Objekt-ID: 22404                                 | im Stadtpark Standort KG: Waidhofen an der Thaya                      | Im Stadtpark wurde 1898 von Otto König ein Eisengussdenkmal zu Ehren des Kaisers Franz Joseph I. erbaut. | BDA-Hist.: Q37897744 Status: § 2a Stand der BDA-Liste: 2025-06-30 Name: Kaiser Franz Joseph-Denkmal GstNr.: 308/1                                                                                            |
| ja   | Datei hochladen | Robert Hamerling-Denkmal HERIS-ID: 25953 Objekt-ID: 22405                                    | im Stadtpark Standort KG: Waidhofen an der Thaya                      | Im Stadtpark steht ein im Jahr 1893 von Hans Brandstetter angefertigtes Eisengussdenkmal des Dichters Robert Hamerling. | BDA-Hist.: Q37897760 Status: § 2a Stand der BDA-Liste: 2025-06-30 Name: Robert Hamerling-Denkmal GstNr.: 308/1                                                                                               |
| ja   | Datei hochladen | Flur-/Wegkapelle hl. Johannes Nepomuk HERIS-ID: 23985 Objekt-ID: 20358                       | gegenüber Stefan Flieger-Straße 2 Standort KG: Waidhofen an der Thaya | An der Fußgängerbrücke über die Thaya im Osten der Stadt steht eine übergiebelte, pilastergegliederte Wegkapelle in barockem Stil mit einer im 18. Jahrhundert angefertigten Schnitzfigur des hl. Johannes Nepomuk im Inneren. | BDA-Hist.: Q37880764 Status: § 2a Stand der BDA-Liste: 2025-06-30 Name: Flur-/Wegkapelle hl. Johannes Nepomuk GstNr.: 1296/4 Wegkapelle hl. Johannes Nepomuk, Waidhofen a. d. Thaya                          |
| ja   | Datei hochladen | Bürgerhaus HERIS-ID: 25943 Objekt-ID: 22394                                                  | Wienerstraße 9 Standort KG: Waidhofen an der Thaya                    | Das zweigeschoßige Bürgerhaus verfügt über reichen Fassadendekor mit Platten- und Zopfstilelementen aus dem späten 18. Jahrhundert. | BDA-Hist.: Q37897620 Status: Bescheid Stand der BDA-Liste: 2025-06-30 Name: Bürgerhaus GstNr.: 137 Bürgerhaus Wiener Straße 9, Waidhofen an der Thaya                                                        |
| ja   | Datei hochladen | Heimatmuseum, ehem. Freihaus HERIS-ID: 25944 Objekt-ID: 22395                                | Wienerstraße 14 Standort KG: Waidhofen an der Thaya                   | Der mehrgliedrige, dreigeschoßige Bau wurde vor 1577 errichtet. Durch unterschiedliche Geschoßniveaus ist er dem Gelände angepasst. Der untere Teil zeigt Fensterstöcke aus der Renaissance, eine erneuerte Ortsteinrahmung, Fenster- und Türbekrönungen sowie ein geschmücktes Kordonband in Sgraffito, bezeichnet mit 1577. Das dritte Geschoß verfügt über eine barocke Putzgliederung und wurde im 18. Jahrhundert ausgebaut. Innen im Untergeschoß ist ein spätgotisches, abgefastes, facettiertes Schulterbogenportal zu sehen, das wahrscheinlich aus dem 16. Jahrhundert stammt. Das Obergeschoß ist mit einer barocken Holzbalkendecke und einem Kreuzgratgewölbe ausgestattet. Der Oberstock hat eine Rauchküche mit Trichterkamin, queroblonge Platzl und geschnittene Putzdecken aus dem 18. Jahrhundert sowie Öfen im Empirestil. Seit 1926 ist in dem Haus ein Heimatmuseum untergebracht. | BDA-Hist.: Q37897634 Status: § 2a Stand der BDA-Liste: 2025-06-30 Name: Heimatmuseum, ehem. Freihaus GstNr.: 395/1 Heimatmuseum, ehem. Freihaus, Waidhofen a. d. Thaya                                       |
| ja   | Datei hochladen | Figurenbildstock hl. Vincentius Ferrerius HERIS-ID: 25945 Objekt-ID: 22396                   | vor Wienerstraße 14 Standort KG: Waidhofen an der Thaya               | Die von zwei barocken Steinbänken flankierte Sockelstatue des hl. Vinzenz Ferrer mit Putto wurde um 1740/1760 errichtet. | BDA-Hist.: Q37897664 Status: § 2a Stand der BDA-Liste: 2025-06-30 Name: Figurenbildstock hl. Vincentius Ferrerius GstNr.: 1434/3                                                                             |
| ja   | Datei hochladen | Bürgerhaus HERIS-ID: 35226 Objekt-ID: 33889                                                  | Wienerstraße 16 Standort KG: Waidhofen an der Thaya                   | Das zweigeschoßige Bürgerhaus in der Wienerstraße 16 mit spätbarocker Putzgliederung, Holztor und ornamentumrahmter Hausnische bildet eine Baugruppe mit dem Haus Nr. 14. | BDA-Hist.: Q37962237 Status: Bescheid Stand der BDA-Liste: 2025-06-30 Name: Bürgerhaus GstNr.: 386/1 Bürgerhaus Wiener Straße 16, Waidhofen an der Thaya                                                     |
| ja   | Datei hochladen | Bürgerspitalkirche hl. Geist und ehem. Bürgerspital HERIS-ID: 25946 Objekt-ID: 22398         | Wienerstraße 21 Standort KG: Waidhofen an der Thaya                   | Die ehemalige Bürgerspitalskirche, am südlichen Abhang zur Thaya in der Vorstadt Niedertal gelegen, ist ein barocker Saalbau mit gotischem Chor. Das Spital liegt zurückversetzt auf dem Niveau der Thaya. Die Kirche hat ein barockes Langhaus, einen Dachreiter mit Uhrengiebel und Spitzhelm und nordseitig eine Sakristei. | BDA-Hist.: Q37897677 Status: Bescheid Stand der BDA-Liste: 2025-06-30 Name: Bürgerspitalkirche hl. Geist und ehem. Bürgerspital GstNr.: 379, 380 Bürgerspitalkirche Hl.Geist, Waidhofen an der Thaya         |
| ja   | Datei hochladen | Robert Hamerling-Brücke HERIS-ID: 25949 Objekt-ID: 22401                                     | bei Wienerstraße 27 Standort KG: Waidhofen an der Thaya               | Die in den Jahren 1910 und 1911 errichtete Eisenfachwerkbrücke über die Thaya ist nach dem Dichter Robert Hamerling benannt. | BDA-Hist.: Q37897717 Status: § 2a Stand der BDA-Liste: 2025-06-30 Name: Robert Hamerling-Brücke GstNr.: 1440/1, 1438/2 Robert Hamerling-Brücke, Waidhofen a. d. Thaya                                        |
| ja   | Datei hochladen | Figurenbildstock hl. Johannes Nepomuk HERIS-ID: 25950 Objekt-ID: 22402                       | Wienerstraße 29, in der Nähe Standort KG: Waidhofen an der Thaya      | An der Thayabrücke der Wienerstraße steht eine Johannes-Nepomuk-Statue aus dem Jahr 1726. | BDA-Hist.: Q37897732 Status: § 2a Stand der BDA-Liste: 2025-06-30 Name: Figurenbildstock hl. Johannes Nepomuk GstNr.: 1438/2 Figurenbildstock hl. Johannes Nepomuk, Hamerling-Brücke, Waidhofen an der Thaya |
| ja   | Datei hochladen | Wohnhaus, ehem. Einkehrgasthaus HERIS-ID: 25947 Objekt-ID: 22399                             | Wienerstraße 31 Standort KG: Waidhofen an der Thaya                   | Das ehemalige Einkehrgasthaus in der Wienerstraße 31 ist ein zweigeschoßiger Barockbau in der Thayasenke, der mit Nr. 29 eine Gruppe bildet. Er hat eine Putzfassade mit Pilastern und reichen Fensterverdachungen aus dem zweiten Viertel des 18. Jahrhunderts. | BDA-Hist.: Q37897690 Status: Bescheid Stand der BDA-Liste: 2025-06-30 Name: Wohnhaus, ehem. Einkehrgasthaus GstNr.: 354/1                                                                                    |
| ja   | Datei hochladen | Bildstock, Köpfmarterl HERIS-ID: 23987 Objekt-ID: 20360                                      | westlich Ziegengeiststraße 15 Standort KG: Waidhofen an der Thaya     | Die profilierte Tabernakelbildsäule, ein frühbarockes Lichthaus aus Zogelsdorfer Sandstein, ist in einer Inschrift bezeichnet mit 1644. | BDA-Hist.: Q37880781 Status: § 2a Stand der BDA-Liste: 2025-06-30 Name: Bildstock, Köpfmarterl GstNr.: 564/1                                                                                                 |

## Ehemalige Denkmäler
| Foto |                 | Denkmal                                                | Standort                                        | Beschreibung                                                         | Metadaten |
| ---- | --------------- | ------------------------------------------------------ | ----------------------------------------------- | -------------------------------------------------------------------- | --- |
| ja   | Datei hochladen | Bürgerhaus, ehem. Badehaus HERIS-ID: Kein Wertbis 2010 | Badgasse 26 Standort KG: Waidhofen an der Thaya | Das Bürgerhaus in der Badgasse ist ein ehemaliges Badehaus von 1906. | BDA-Hist.: Q125118258 Status: Bescheid Stand der BDA-Liste: 2010-06-24 Name: Bürgerhaus, ehem. Badehaus GstNr.: 341 |